# Deportatie van Kilmar Abrego Garcia

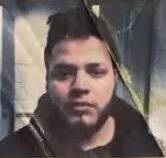
Foto van Abrego Garcia op een document van Customs Enforcement in 2019

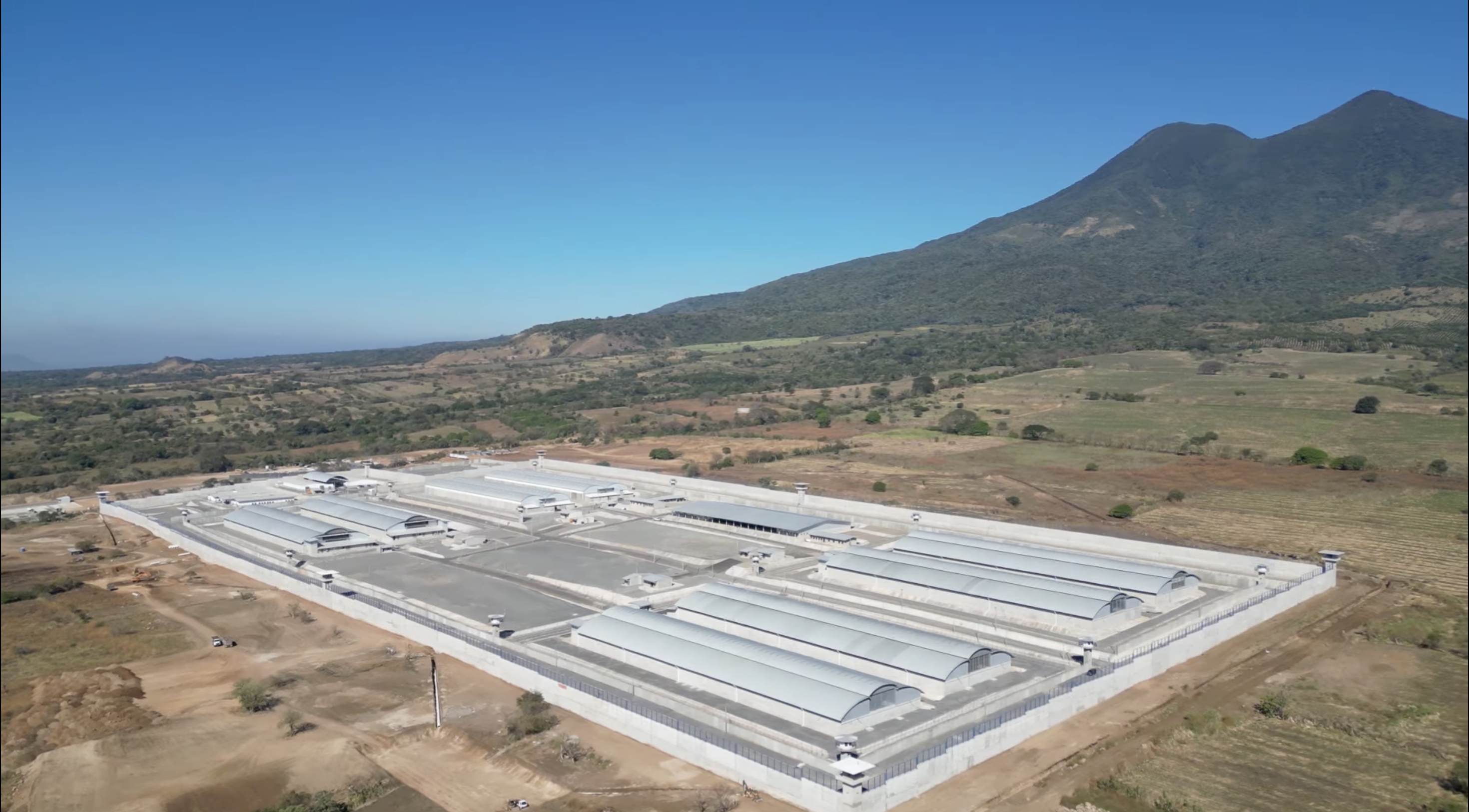
CECOT, de zwaar beveiligde gevangenis in El Salvador waar Abrego Garcia door de Amerikaanse regering naartoe werd gestuurd.

Kilmar Armando Abrego Garcia is een Salvadoraanse burger die in de Amerikaanse staat Maryland woonde. Hij werd op 12 maart 2025 in hechtenis genomen en op 15 maart gedeporteerd vanwege wat de regering-Trump later een "administratieve fout" noemde. Hij werd opgesloten in het Terrorism Confinement Center (CECOT), een zwaarbewaakte Salvadoraanse gevangenis. Dit was ondanks het feit dat hij sinds 2019 bij bevel van een Amerikaanse immigratierechter was beschermd tegen uitzetting naar El Salvador, en dat hij een vrouw en een kind van vijf had die allebei Amerikaanse staatsburgers zijn.
De regering van Trump verdedigde de deportatie in de pers door te beweren dat hij lid was van MS-13. Daarnaast verdedigde ze in de rechtbank de aanhoudende gevangenschap van Abrego Garcia in CECOT, met het argument dat zij geen jurisdictie over El Salvador hadden. 
De Amerikaanse districtsrechter Paula Xinis gaf de regering op 4 april de opdracht om "de terugkeer van [Abrego Garcia] te faciliteren en te bewerkstelligen". Op 10 april bevestigde het Amerikaanse Hooggerechtshof de richtlijn van rechter Xinis, waarbij het instemmend opmerkte dat het argument van de regering-Trump impliceerde dat de regering "iedereen, inclusief Amerikaanse burgers, zonder juridische gevolgen kon deporteren en gevangenzetten, zolang ze dat deed voordat een rechtbank kon ingrijpen".
De deportatie van Abrego Garcia heeft veel aandacht gekregen en problemen binnen het Amerikaanse immigratiesysteem en het immigratiebeleid van de tweede regering van Donald Trump aan het licht gebracht.
Op 18 april 2025 kreeg Abrego Garcia bezoek van Democratische senator Chris Van Hollen. Op 21 april 2025 werd bevestigd dat Abrego Garcia was overgeplaatst naar een andere gevangenis en in goede gezondheid verkeerde.
Op 6 juni 2025 werd Abrego Garcia teruggevlogen naar de Verenigde Staten, waar hij voor de strafrechter terecht zal moeten staan.

## Bewering dat Abrego Garcia bendelid is
Hoewel Abrego Garcia op 12 april 2025 nog steeds gevangen zat in een zwaarbewaakte gevangenis, is hij nooit veroordeeld of aangeklaagd voor een misdaad, zo benadrukken zijn advocaten. 
Een aantal nieuwsagentschappen heeft gezegd dat de regering-Trump gelogen heeft en de feiten en de wet verkeerd voorgesteld heeft aan het publiek wat betreft de deportatie en gevangenneming van Abrego Garcia.
De Austin American-Statesman stelde dat de bewering van JD Vance dat Abrego Garcia een "veroordeeld bendelid van MS-13" was onjuist was, omdat Garcia nooit beschuldigd, noch veroordeeld is voor een misdaad.
Op 18 april 2025 postte Trump een foto van Abrego Garcia's hand op Truth Social, waarop vier tatoeages te zien zijn die MS-13 zouden symboliseren: een marihuanablad, een smiley, een kruis en een doodshoofd. De post zei onder andere "They said he is not a member of MS-13, even though he's got MS-13 tattooed onto his knuckles..." (Ze zeiden dat hij geen lid is van MS-13, hoewel hij MS-13 getatoeëerd heeft op zijn vingers...) In een interview met Terry Moran van ABC News, dat werd uitgezonden op 29 april, hield Trump vol dat de tekens "M" "S" "1" "3" zelf zichtbaar waren op Abrego Garcia's vingers. Moran wees erop dat de tekens gephotoshopt waren.
Tegen Abrego Garcia is eerder wel een tijdelijk contactverbod uitgevaardigd, op verzoek van zijn vrouw, die in mei 2021 slachtoffer was geworden van geweld in huiselijke kring. Zijn vrouw, Jennifer Vasquez Sura, diende in 2021 een verzoek om een beschermingsbevel tegen Abrego Garcia in vanwege beschuldigingen van huiselijk geweld, zo blijkt uit gerechtelijke documenten die CBS News bekend maakte. Zijn echtgenote zei in april 2025 over dit incident dat ze relatietherapie gehad hebben en dat hun relatie sterker is geworden, waarna ze in juni 2021 heeft afgezien van verdere rechtszaken. Jennifer Vasquez Sura is volgens de New York Post een vurig pleitbezorgster van de terugkeer van haar echtgenoot naar de Verenigde Staten.
De advocaten van Abrego Garcia spreken er schande van dat de Amerikaanse immigratiedienst documenten lekt via social media, in plaats van hun bezwaren tegen Abrego Garcia door een rechter te laten beoordelen, iets wat pas mogelijk zou zijn nadat Abrego Garcia terug zou zijn in de Verenigde Staten.

## Invloed op de VS als rechtsstaat
Diverse journalisten, politiek commentatoren en rechters binnen en buiten Amerika beschouwen het negeren van uitspraken van rechters als een schending van de elementaire beginselen van de scheiding van de drie machten van de trias politica en/of ze vrezen dat president Trump zich zal ontwikkelen tot een autocratische leider of zelfs een dictator. Adviseurs rondom Trump weigeren rekening te houden met wetten die/gewoonterecht wat de macht van de Amerikaanse president moest inperken en het evenwicht moest(en) bewaren. Volgens de critici is de deportatie van Abrego Garcia tot symbool geworden van de afbraak van de Amerikaanse rechtsstaat.
De Democratische senator voor Maryland, Chris Van Hollen, vloog in april 2025 naar El Salvador om Ábrego García te bezoeken en hem naar een minder strenge gevangenis overgeplaatst te krijgen, in afwachting van zijn terugkeer naar de Verenigde Staten, zoals rechters hadden bevolen. Zijn bezoek aan Ábrego García leverde senator Van Hollen een storm van protest op. Zelfs zijn partijgenoten leek het niet opportuun om te strijden voor de rechten van 'een lid van een criminele organisatie', omdat het effectiever zou zijn om president Trump hard aan te pakken op het terrein van de economie, waar kiezers meer belangstelling voor hebben. Van Hollen benadrukte echter dat hij vindt dat we altijd voor ieders grondrechten moeten vechten, omdat we, als we de grondrechten van één persoon zouden verwaarlozen, de grondrechten van ons allemaal zouden verkwanselen. 